# Grethem
Grethem è un comune di 660 abitanti della Bassa Sassonia, in Germania.
Appartiene al circondario dell'Heide ed è parte della comunità amministrativa (Samtgemeinde) di Ahlden.
Il territorio comunale comprende la frazione di Büchten.